# Arquidiócesis de Évora
La arquidiócesis de Évora (en latín: Archidioecesis Eborensis y en portugués: Arquidiocese de Évora) es una circunscripción eclesiástica de la Iglesia católica en Portugal. Se trata de una arquidiócesis latina, sede metropolitana de la provincia eclesiástica de Évora. Desde el 26 de junio de 2018 su arzobispo es Francisco José Villas-Boas Senra de Faria Coelho.

## Territorio y organización
La arquidiócesis tiene 13 547 km² y extiende su jurisdicción sobre los fieles católicos de rito latino residentes en el distrito de Évora, parte del distrito de Setúbal y la parte meridional del distrito de Santarém.
La sede de la arquidiócesis se encuentra en la ciudad de Évora, en donde se halla la Catedral basílica de Nuestra Señora de la Asunción. La anterior catedral era la iglesia de Nuestra Señora de la Asunción, ubicada en Elvas, distrito de Portalegre. Ambas catedrales han sido declaradas Patrimonio de la Humanidad por la UNESCO.
La arquidiócesis tiene como sufragánea a las diócesis de: Beja y Faro.
En 2021 en la arquidiócesis existían 156 parroquias agrupadas en 9 vicarías: Alcácer do Sal, Arraiolos, Coruche, Elvas, Estremoz, Évora, Montemor-o-Novo, Reguengos de Monsaraz y Vila Viçosa.

## Historia
La diócesis de Ébora fue erigida en la antigüedad, durante la época romana. Según la leyenda, el primer obispo fue san Mancio, pero la primera confirmación histórica se remonta a principios del siglo IV, cuando el obispo Quinciano participó en el Concilio de Elvira en 303.  Se conocen los nombres de otros diez obispos, que participaron en los concilios del periodo visigodo del VI al VIII. Évora estaba incluida en la antigua provincia romana de Lusitania y dependía, también desde el punto de vista religioso, de la provincia eclesiástica de la arquidiócesis de Augusta Emérita. También aparecen como obispos legendarios san Bricio y san Jordán.
Durante el período de la conquista árabe no hay obispos y es probable que la sede fuera suprimida en 714. Tras la reconquista cristiana de la ciudad por Gerardo Sempavor, la diócesis se restableció como sufragánea de la archidiócesis de Braga y la mezquita de la ciudad se convirtió en catedral. El primer obispo conocido de este segundo período de la historia de la diócesis es Soeiro I, mencionado a partir de 1166.
De 1166 a 1540, hubo 35 obispos de Évora. En esa época formaban la diócesis lo que ahora se llamaría el distrito (provincia) de Portalegre, parte del distrito de Santarém, los distritos de Évora, Beja y parte del distrito de Setúbal, siendo sufragánea de la archidiócesis de Braga. El 2 de julio de 1199, con la bula In causa duorum, el papa Inocencio III sometió la diócesis de Évora al metropolitano de Santiago de Compostela. En 1394, con la bula In eminentissimae dignitatis del papa Bonifacio IX, pasó a formar parte de la provincia eclesiástica de la arquidiócesis de Lisboa (hoy patriarcado de Lisboa).
En mayo de 1186 se inició la construcción de una nueva catedral con el obispo Paio, que sufrió una remodelación completa en la segunda mitad del siglo XIII con el obispo Durando País; esta nueva catedral fue consagrada en 1308. El obispo Paio también es responsable de la creación del cabildo de canónigos, cuyo acta de fundación, conservada en los archivos de la catedral, está fechada el 24 de abril de 1200.
El 24 de setiembre de 1540, el papa Paulo III, por la bula Gratiae divinae praemium, elevó la diócesis a la dignidad de metrópolis eclesiástica, teniendo como sufragáneas las diócesis de Silves, Tánger y Ceuta, y siendo su primer arzobispo el infante Enrique (hijo de Manuel I de Portugal).
El 21 de agosto de 1549 cedió una porción de su territorio para la erección de la diócesis de Portalegre (hoy diócesis de Portalegre-Castelo Branco) mediante la bula Pro excellenti del papa Paulo III.
El 9 de junio de 1570 cedió una porción de su territorio para la erección de las diócesis de Elvas mediante la bula Super cunctas del papa Pío V.
El 10 de julio de 1770 cedió otra porción de su territorio para la erección de la diócesis de Beja mediante bula Agrum universalis Ecclesiae del papa Clemente XIV.
El 30 de septiembre de 1881, con la bula Gravissimum Christi del papa León XIII, la diócesis de Elvas fue suprimida y su territorio fue agregado en parte a la arquidiócesis de Évora, que en ese momento tenía 156 parroquias con 187 148 fieles.
El 16 de julio de 1975 cedió una pequeña porción de su territorio para la erección de la diócesis de Setúbal mediante la bula Studentes Nos del papa Pablo VI.
La catedral de Évora tiene categoría de basílica menor desde el 23 de octubre de 1929. Desde 1540 hasta 1981, ha habido 28 arzobispos de Évora. El 8 de enero de 2008 el papa Benedicto XVI anunció el nombramiento de José Francisco Sanches Alves como arzobispo de Évora, entrando solemnemente en la catedral el 17 de febrero siguiente.

## Estadísticas
Según el Anuario Pontificio 2022 la arquidiócesis tenía a fines de 2021 un total de 269 000 fieles bautizados.
| Año                                                                             | Población            | Población | Población      | Sacerdotes | Sacerdotes    | Sacerdotes    | Bautizados por sacerdote | Diáconos permanentes | Religiosos | Religiosos | Parroquias |
| Año                                                                             | Bautizados católicos | Total     | % de católicos | Total      | Clero secular | Clero regular | Bautizados por sacerdote | Diáconos permanentes | Varones    | Mujeres    | Parroquias |
| ------------------------------------------------------------------------------- | -------------------- | --------- | -------------- | ---------- | ------------- | ------------- | ------------------------ | -------------------- | ---------- | ---------- | ---------- |
| 1970                                                                            | 349 071              | 364 282   | 95.8           | 161        | 134           | 27            | 2168                     |                      | 45         | 317        | 166        |
| 1980                                                                            | 305 000              | 323 000   | 94.4           | 139        | 108           | 31            | 2194                     |                      | 58         | 318        | 166        |
| 1990                                                                            | 278 000              | 294 000   | 94.6           | 114        | 94            | 20            | 2438                     |                      | 30         | 311        | 162        |
| 1999                                                                            | 246 325              | 290 400   | 84.8           | 111        | 82            | 29            | 2219                     | 10                   | 42         | 257        | 161        |
| 2000                                                                            | 246 325              | 290 400   | 84.8           | 116        | 84            | 32            | 2123                     | 10                   | 45         | 250        | 158        |
| 2001                                                                            | 246 325              | 290 400   | 84.8           | 119        | 87            | 32            | 2069                     | 10                   | 45         | 253        | 158        |
| 2002                                                                            | 246 325              | 290 400   | 84.8           | 109        | 79            | 30            | 2259                     | 10                   | 50         | 239        | 158        |
| 2003                                                                            | 246 325              | 290 400   | 84.8           | 114        | 84            | 30            | 2160                     | 10                   | 41         | 227        | 158        |
| 2004                                                                            | 246 325              | 290 400   | 84.8           | 107        | 77            | 30            | 2302                     | 10                   | 41         | 220        | 158        |
| 2006                                                                            | 245 900              | 290 000   | 84.8           | 103        | 77            | 26            | 2387                     | 10                   | 51         | 191        | 158        |
| 2013                                                                            | 275 800              | 321 000   | 85.9           | 89         | 71            | 18            | 3098                     | 14                   | 31         | 138        | 158        |
| 2016                                                                            | 272 200              | 317 000   | 85.9           | 84         | 67            | 17            | 3240                     | 13                   | 36         | 140        | 156        |
| 2019                                                                            | 269 500              | 314 000   | 85.8           | 74         | 58            | 16            | 3641                     | 31                   | 34         | 126        | 156        |
| 2021                                                                            | 269 000              | 313 570   | 85.8           | 81         | 58            | 23            | 3320                     | 31                   | 41         | 129        | 156        |
| Fuente: Catholic-Hierarchy, que a su vez toma los datos del Anuario Pontificio. |                      |           |                |            |               |               |                          |                      |            |            |            |